# Camryn Manheim

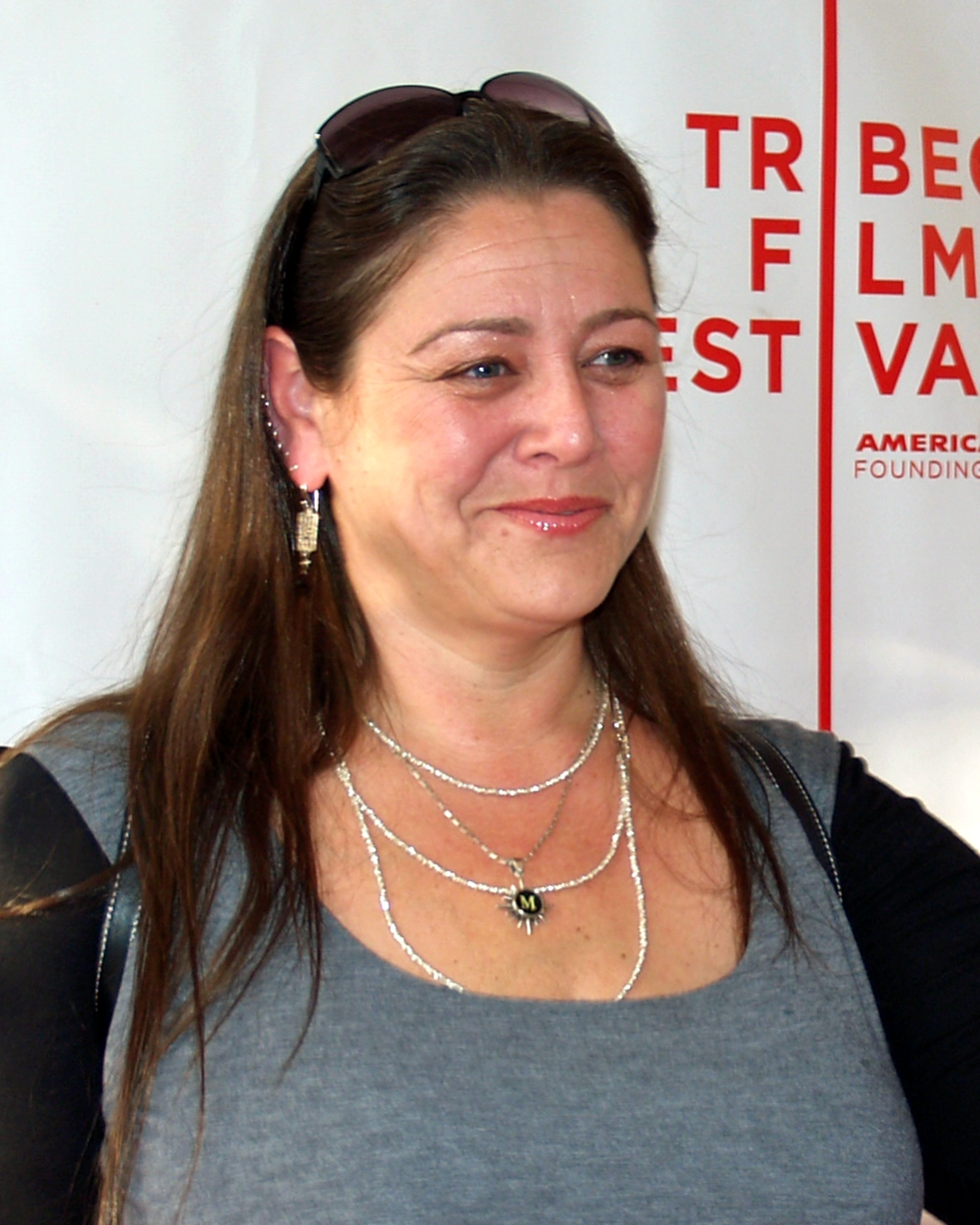
Camryn Manheim (2007)

Camryn Manheim (* 8. März 1961 in Caldwell, New Jersey; als Debra Frances Manheim) ist eine US-amerikanische Schauspielerin.

## Leben und Leistungen
Manheim arbeitete als Übersetzerin der Gebärdensprache in Krankenhäusern und war nebenher an der Schauspielerei interessiert. Ihre Fähigkeiten in der Gebärdensprache waren ihr nützlich, eine Rolle in der ABC-Serie Practice – Die Anwälte (The Practice) (1997–2004) zu erhalten. Sie verkörperte in 163 Folgen dieser Justizserie die Anwältin Ellenor Frutt und gewann dafür 1998 einen Emmy und im Jahr darauf einen Golden Globe Award als Beste Nebendarstellerin.
Für ihre Rolle in der Miniserie Elvis war sie ebenfalls wieder 2005 als Beste Nebendarstellerin für einen Emmy und im darauffolgenden Jahr bei den Golden Globe Awards 2006 nominiert. Daneben erhielt sie verschiedene weitere Preise. Neben Gastauftritten in Fernsehserien hatte sie unter anderem Nebenrollen in den Thrillern Das Mercury Puzzle (1998) und Dark Water – Dunkle Wasser (2005).
2006 erhielt sie eine Nebenrolle in der US-amerikanischen Fantasy-Mystery-Fernsehserie Ghost Whisperer – Stimmen aus dem Jenseits. Hier spielte sie die Freundin Delia Banks der Hauptfigur Melinda Gordon (Jennifer Love Hewitt), mit der sie gemeinsam ein Antiquitätengeschäft führt, ohne aber von deren spirituellen Fähigkeiten zu wissen.

## Filmografie (Auswahl)
- 1991–1994, 2022–2024: Law & Order (Fernsehserie)

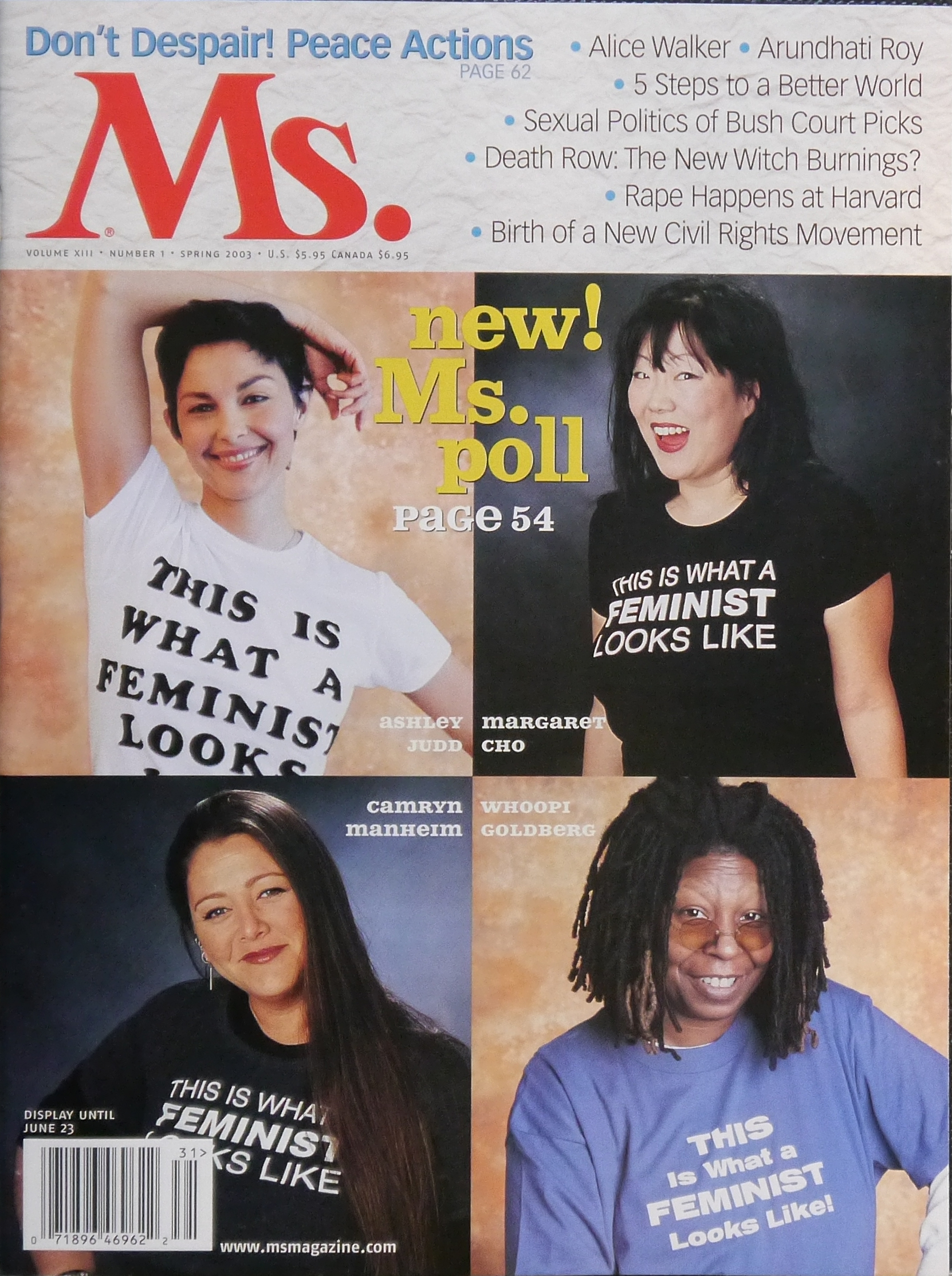
Camryn Manheim (unten links) auf dem Titelblatt des Ms. Magazine im Frühjahr 2003 im Rahmen der „This is what a feminist looks like“-Kampagne

- 1994: Willkommen in Wellville (The Road to Wellville)
- 1996: Chicago Hope – Endstation Hoffnung (Chicago Hope, Fernsehserie, Episode 2x18)
- 1996: Eraser
- 1997: Romy und Michele (Romy and Michele’s High School Reunion)
- 1997: Ein Hauch von Himmel (Touched by an Angel, Fernsehserie, Episode 3x24)
- 1997–2004: Practice – Die Anwälte (The Practice, Fernsehserie, 164 Episoden)
- 1998: Das Mercury Puzzle (Mercury Rising)
- 1998: Ally McBeal (Fernsehserie, Episode 1x20)
- 1998: Happiness
- 1999: Das zehnte Königreich (The 10th Kingdom, Miniserie, 3 Episoden)
- 2000: Family Guy (Fernsehserie, Episode 2x15, Stimme)
- 2000: Will & Grace (Fernsehserie, Episode 3x07)
- 2001: Girls in the City (A Girl Thing, Fernsehfilm)
- 2001: Kiss My Act (Fernsehfilm)
- 2001: Boston Public (Fernsehserie, Episode 1x13)
- 2003: Scary Movie 3
- 2004: Strong Medicine: Zwei Ärztinnen wie Feuer und Eis (Strong Medicine, Fernsehserie, Episode 5x12)
- 2004: Two and a Half Men (Fernsehserie, 2x07)
- 2004: Twisted – Der erste Verdacht (Twisted)
- 2005: The L Word – Wenn Frauen Frauen lieben (The L Word, Fernsehserie, 4 Episoden)
- 2005: How I Met Your Mother (Fernsehserie, Episode 1x07)
- 2005: Elvis (Fernsehfilm)
- 2005: Dark Water – Dunkle Wasser (Dark Water)
- 2005: Ein ungezähmtes Leben (An Unfinished Life)
- 2006: Hannah Montana (Fernsehserie, 2 Episoden)
- 2007: Slipstream
- 2006–2010: Ghost Whisperer – Stimmen aus dem Jenseits (Ghost Whisperer, Fernsehserie, 80 Episoden)
- 2009: Jesse Stone: Dünnes Eis (Jesse Stone: Thin Ice, Fernsehfilm)
- 2011–2012: Harry’s Law (Fernsehserie, 5 Episoden)
- 2013: Criminal Minds (Fernsehserie, 2 Episoden)
- 2013: Ein Kandidat zum Verlieben (The Makeover, Fernsehfilm)
- 2013–2015: Person of Interest (Fernsehserie, 9 Episoden)
- 2014: Extant (Fernsehserie, 10 Episoden)
- 2015: Return to Sender – Das falsche Opfer (Return to Sender)
- 2015: Cop Car
- 2017: Major Crimes (Fernsehserie, 3 Episoden)
- 2018: Waco (Miniserie, 5 Episoden)
- 2018: Living Biblically
- 2018: All About Nina
- 2019–2020: Stumptown (Fernsehserie, 11 Episoden)
- 2020: Utopia (Fernsehserie, 2 Episoden)
- 2022: Law & Order: Organized Crime (Fernsehserie, Episode 3x01)
- 2022–2023: Law & Order: Special Victims Unit (Fernsehserie, 2 Episoden)